# F-Faktor (Verfahrenstechnik)
Der F-Faktor (F=Fluid) ist eine Größe zur Beschreibung der Gasbelastung (Gasmenge) in einem thermischen Trennapparat, etwa einer Kolonne bei Rektifikation, Strippung oder Absorption. Er berechnet sich aus der auf den leeren Querschnitt bezogenen Gasgeschwindigkeit in m/s multipliziert mit der Wurzel der Gasdichte in kg/m³.
{\displaystyle F=v_{G}\cdot {\sqrt {\rho _{G}}}} 
Die Einheit des F-Faktors ist {\displaystyle \mathrm {\frac {m}{s}} \cdot {\sqrt {\mathrm {\frac {kg}{m^{3}}} }}={\sqrt {\mathrm {Pa} }}}, wird aber in der Praxis häufig weggelassen.
Daraus folgt, dass der F-Faktor und damit die Gasbelastung höher ist, je höher die durch den Apparat geführte Gasmenge ist, da bei gegebenem Kolonnendurchmesser mit steigender Gasmenge auch die Gasgeschwindigkeit steigt.
In der englischsprachigen Literatur wird anstelle des F-Faktors meist der capacity factor CG verwendet, der direkt mit dem F-Faktor zusammenhängt:
{\displaystyle C_{G}={\frac {F}{\sqrt {\rho _{L}-\rho _{G}}}}} 
Der F-Faktor spielt vor allem bei der fluiddynamischen Auslegung von Kolonnen eine Rolle.
Oberhalb eines bestimmten F-Faktors werden bei Gegenstromfahrweise (herabrieselnde Flüssigkeit, aufströmendes Gas) Flüssigkeitströpfchen vom Gas mitgerissen. Aufgrund der dadurch verursachten Rückvermischung verringert sich die Leistung der Trenneinrichtung. Im Extremfall wird die gesamte Flüssigkeit mitgerissen und oben ausgetragen. Man spricht dann von „Fluten“.
Übliche F-Faktoren in der Rektifikation oder Absorption:
| Druckbereich | F-Faktor {\displaystyle \left[{\sqrt {\mathrm {Pa} }}\right]} |
| Vakuum       | 3,0                                                           |
| Normdruck    | 2,0                                                           |
| Überdruck    | 1,5                                                           |

Der F-Faktor wird aber nicht nur für Zweiphasen-Gegenströmungen benutzt, sondern auch für einphasige Strömungen. Geschwindigkeit und Dichte beziehen sich dann auf die betrachtete Phase, die nicht notwendigerweise die Gasphase ist. Der F-Faktor ist deshalb eine gut geeignete Größe zur Beschreibung eines Strömungszustands, weil sie einerseits proportional zur Geschwindigkeit ist, damit bei konstanter Dichte proportional zur transportierten Menge, und gleichzeitig ein Maß für die kinetische Energie darstellt. Es gilt
{\displaystyle {\dot {m}}=F\cdot {\sqrt {\rho }}\cdot A}
{\displaystyle E_{\mathrm {kin} }={\frac {1}{2}}\cdot \rho \cdot v^{2}={\frac {1}{2}}\cdot F^{2}}
wobei {\displaystyle A} die durchströmte Querschnittsfläche ist.